# Sixtus Lanner
Sixtus Lanner (* 12. Mai 1934 in der Wildschönau, Tirol; † 13. Juli 2022) war ein österreichischer Politiker und Direktor des Bauernbundes. Von 1976 bis 1982 war er Generalsekretär der ÖVP.

## Leben
Bis zu seinem 20. Lebensjahr war Sixtus Lanner Landarbeiter in Wildschönau. In den Jahren 1954–56 besuchte er die Höhere Bundeslehranstalt für alpenländische Landwirtschaft in Seefeld in Tirol und dann die Wiener Hochschule für Bodenkultur, wo er 1960 zum Diplom-Ingenieur graduiert wurde. Nach einem Studienjahr an der Universität von Illinois (USA) und zwei weiteren an der Wiener Hochschule für Welthandel schloss er seine Studien 1964 mit einer Dissertation an der Hochschule für Bodenkultur als Doktor der Naturwissenschaften ab.
Als Handels- und Agraringenieur arbeitete er in der Präsidentenkonferenz der Landwirtschaftskammern Österreichs, wurde Leiter des Referats Agrarpolitik und Integration und war 1969–76 Direktor des Österreichischen Bauernbundes. In den Nationalrat wurde er 1971 gewählt und gehörte diesem bis 1996 an.
Von 1976 bis 1982 fungierte er als ÖVP-Generalsekretär unter den Bundesparteiobmännern Josef Taus und Alois Mock und war im selben Zeitraum Vizepräsident der EDU (Union Europäischer Christdemokraten).
Mitte der 1970er Jahre war Lanner Mitglied der österreichischen Delegation zur Parlamentarischen Versammlung des Europarates und übernahm 1988 den Vorsitz der Agrarkommission. Er wurde in Oberau bestattet.

## Privat
Sixtus Lanner war verheiratet und hatte drei Kinder.